# Dubiraphia harleyi
Dubiraphia harleyi là một loài bọ cánh cứng trong họ Elmidae. Loài này được Barr miêu tả khoa học năm 1984.